# دوقوز خاتون

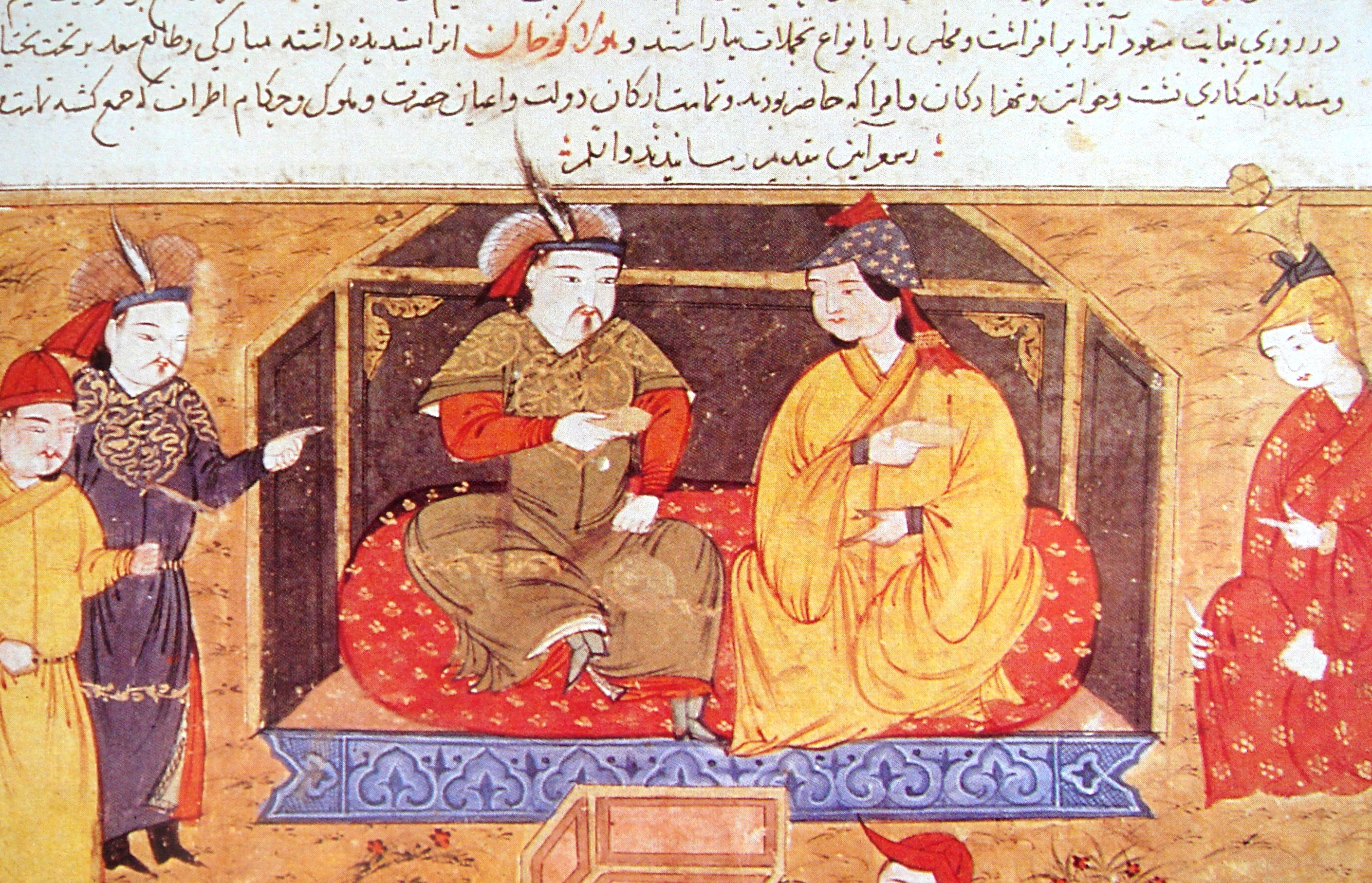
هولاکو خان همراه با همسرش دوقوز خاتون

دوقوز خاتون (به انگلیسی: Doquz Khatun) همسر هولاکو خان نوهٔ چنگیز خان و مادر اباقاخان بود. او به مذهب عیسوی (نسطوری) ایمان داشت. او از خاندان ترک مغول کرایت بود.